# Скоростная железная дорога Ухань — Ичан

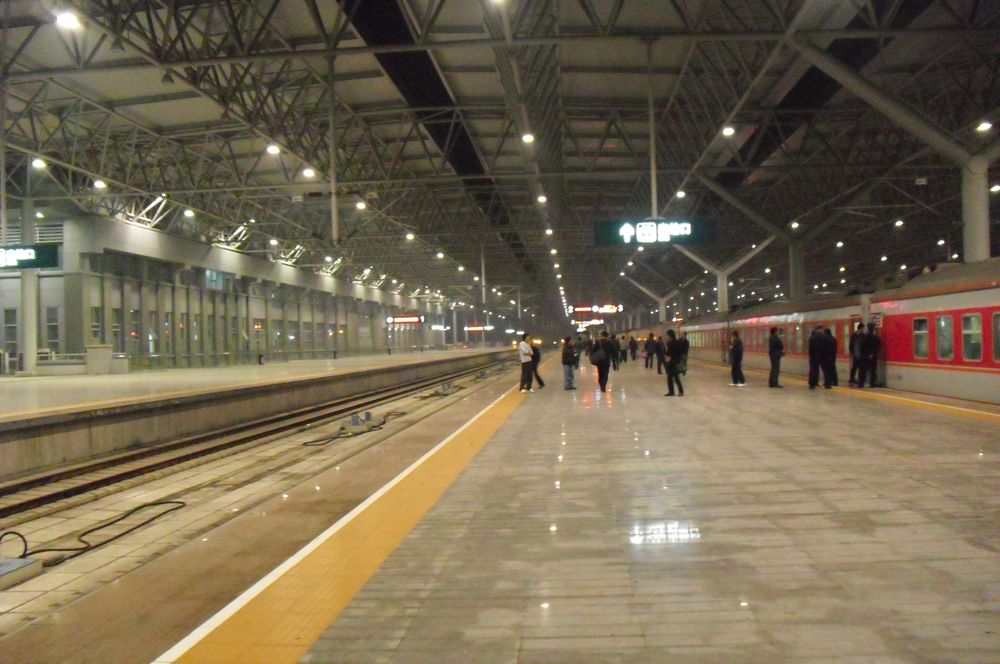
Платформы на вокзале Ичан-Восточный

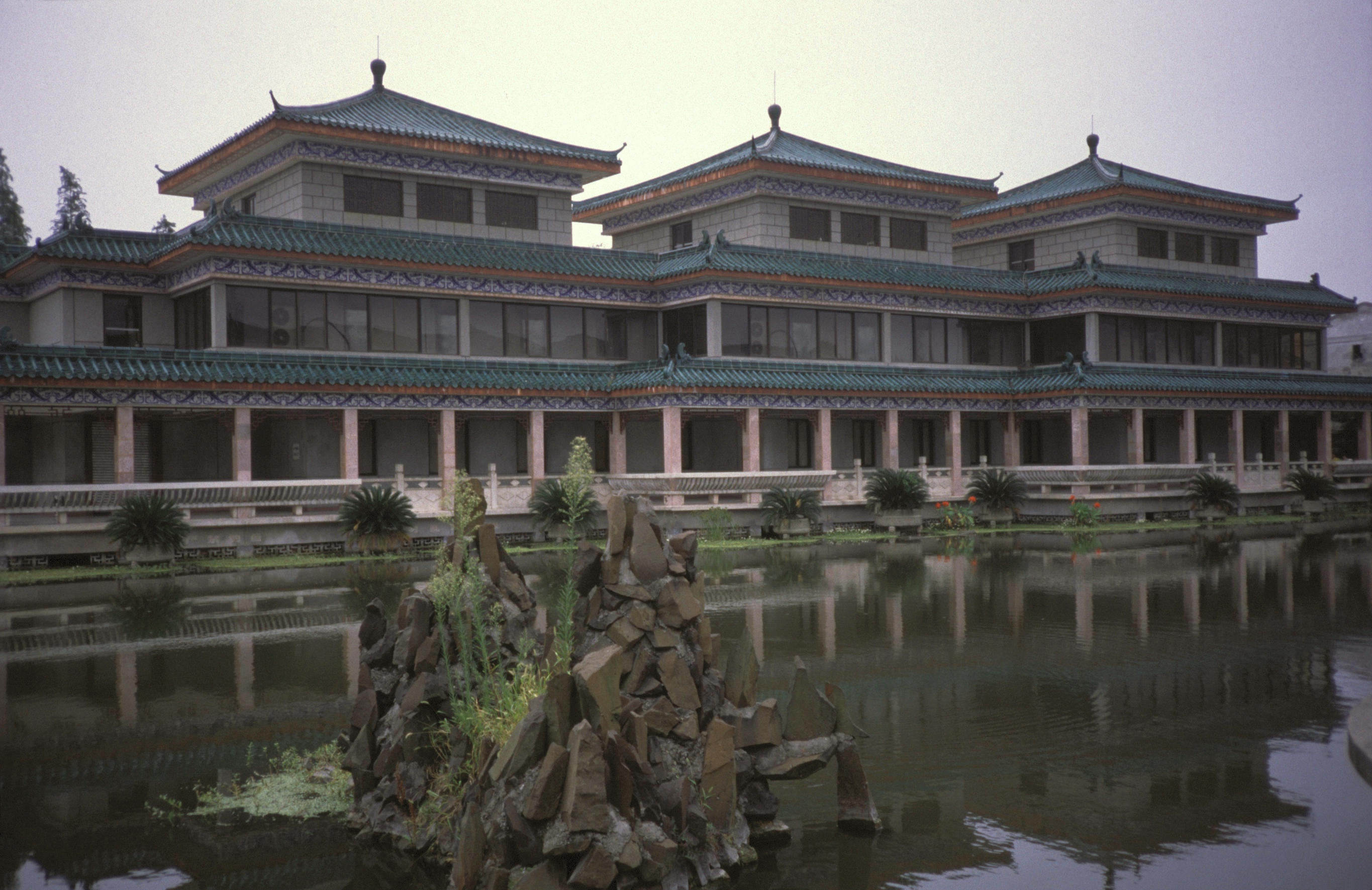
Музей в Цзинчжоу

Скоростная железная дорога Ухань — Ичан (кит. 汉宜铁路) длиной 291 км построена в провинции Хубэй от вокзала Ханькоу (Ухань) до города Ичан.. В дальнейшем дорога станет частью Высокоскоростной пассажирской линией Шанхай — Ухань — Чэнду. Соседняя секция Хэфэй — Ухань уже введена в эксплуатацию в конце 2009 года. С западной стороны секция Ичан — Ваньчжоу также введена в эксплуатацию с декабря 2010 года. Дорога рассчитана на скорость движения 200 км/час, проезд будет занимать полтора часа.
Эта железная дорога не дублирует существующие линии, а проходит в местах не охваченных ранее железнодорожным транспортом как Сяньтао и Цяньцзян, или связанных тупиковыми линиями, подобно Цзинчжоу.
Работы начались в 2008 году. По плану работы должны были завершиться к концу 2011 года, однако пустить в эксплуатацию дорогу к плановому сроку не удалось. Запуск был отложен до мая 2012 года.
В начале марта 2012 было объявлено, что на 300-метровом участке около города Цяньцзян сильные дожди размыли 300-метровый участок дороги, почвы просели более допустимого. Стихийное бедствие ещё более сдвинуло сроки пуска дороги в эксплуатацию. 16 мая 2012 года начались испытания трассы на высокоскоростных поездах CRH
1 июля 2012 года линия была введена в коммерческую эксплуатацию
Инвестиции в проект составляют порядка 500 миллиардов юаней..

## Остановки
Трасса проходит через восемь станций:
1. Ханькоу (кит. 汉口站) (Ухань)
2. Ханьчуань (кит. 汉川站)
3. Тяньмэнь — Южный (кит. 天门南站)
4. Сяньтао — Западный (кит. 仙桃西站)
5. Цяньцзян (кит. 潜江站)
6. Цзинчжоу (кит. 荆州站)
7. Чжицзян (кит. 枝江站)
8. Ичан — Восточный (кит. 宜昌东站)